# Trachysphaera biharica
Trachysphaera biharica är en mångfotingart som först beskrevs av Ceuca 1961.  Trachysphaera biharica ingår i släktet Trachysphaera och familjen Doderiidae. Inga underarter finns listade i Catalogue of Life.